# Liste der Einträge im National Register of Historic Places im Stoddard County

Lage des Stoddard Countys in Missouri

Die Liste der Einträge im National Register of Historic Places im Stoddard County in Missouri führt die vier Bauwerke und historischen Stätten im Stoddard County auf, die in das National Register of Historic Places aufgenommen wurden.

## Legende
| NRHP | Historic Place    |
| HD   | Historic District |

## Aktuelle Einträge
| [ 3 ] | Name                                               | Bild                       | Eintragsdatum        | Lage                                                         | Ort        | Beschreibung |
| ----- | -------------------------------------------------- | -------------------------- | -------------------- | ------------------------------------------------------------ | ---------- | ------------ |
| 1     | Dexter Gymnasium                                   | Dexter Gymnasium           | 2001 ID-Nr. 01000839 | Park Lane Ecke Fannetta Street 36° 47′ 25″ N, 89° 57′ 50″ W  | Dexter     |              |
| 2     | Mingo National Wildlife Refuge Archeology District |                            | 1975 ID-Nr. 75001074 | Adresse nicht veröffentlicht                                 | Puxico     |              |
| 3     | Rich Wood Archeological Site                       |                            | 1971 ID-Nr. 71000478 | Adresse nicht veröffentlicht                                 | Bernie     |              |
| 4     | Stoddard County Courthouse                         | Stoddard County Courthouse | 1984 ID-Nr. 84002718 | Prairie Street Ecke Court Street 36° 53′ 4″ N, 89° 55′ 45″ W | Bloomfield |              |